# Gregor Haloander
Gregor Haloander (hette egentligen Meltzer), född 1501 i Zwickau, död 7 september 1531, var en tysk jurist.
Haloander studerade i Leipzig och Bologna och fick under sin vistelse i Italien tillfälle att samla ett rikt material till en ny, kritisk upplaga av "Corpus juris civilis". Efter återkomsten till Tyskland utgav han med rådets i Nürnberg understöd de justinianska rättssamlingarna: "Digestorum sive pandectarum libri quinquaginta" (1529), "Institutionum libri quatuor" (1529), "Codicis Justiniani ex repetita prælectione libri duodecim" (1530) och "Novellarum constitutionum... volumen" (1531). Han var den förste, som utgav novellernas grekiska texter, vilka av honom försågs med latinsk översättning.

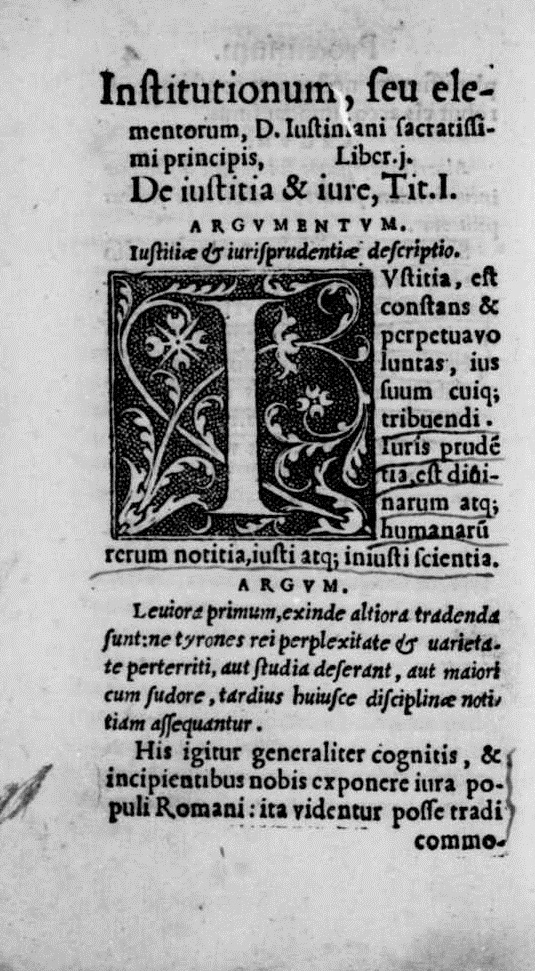
Corpus Iuris civilis, 1540